# Batrachostomus
Batrachostomus là một chi chim trong họ Podargidae.

## Hình ảnh

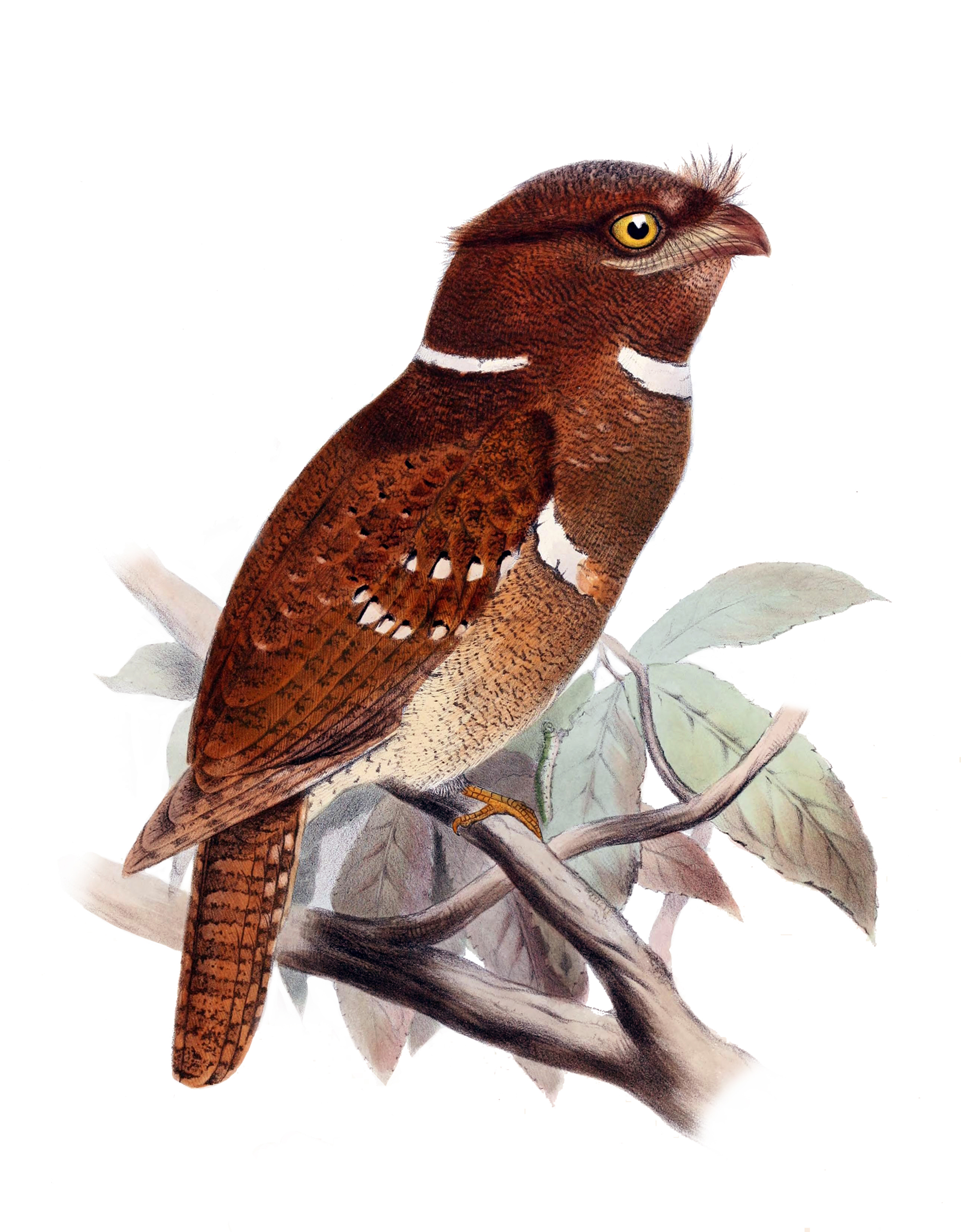
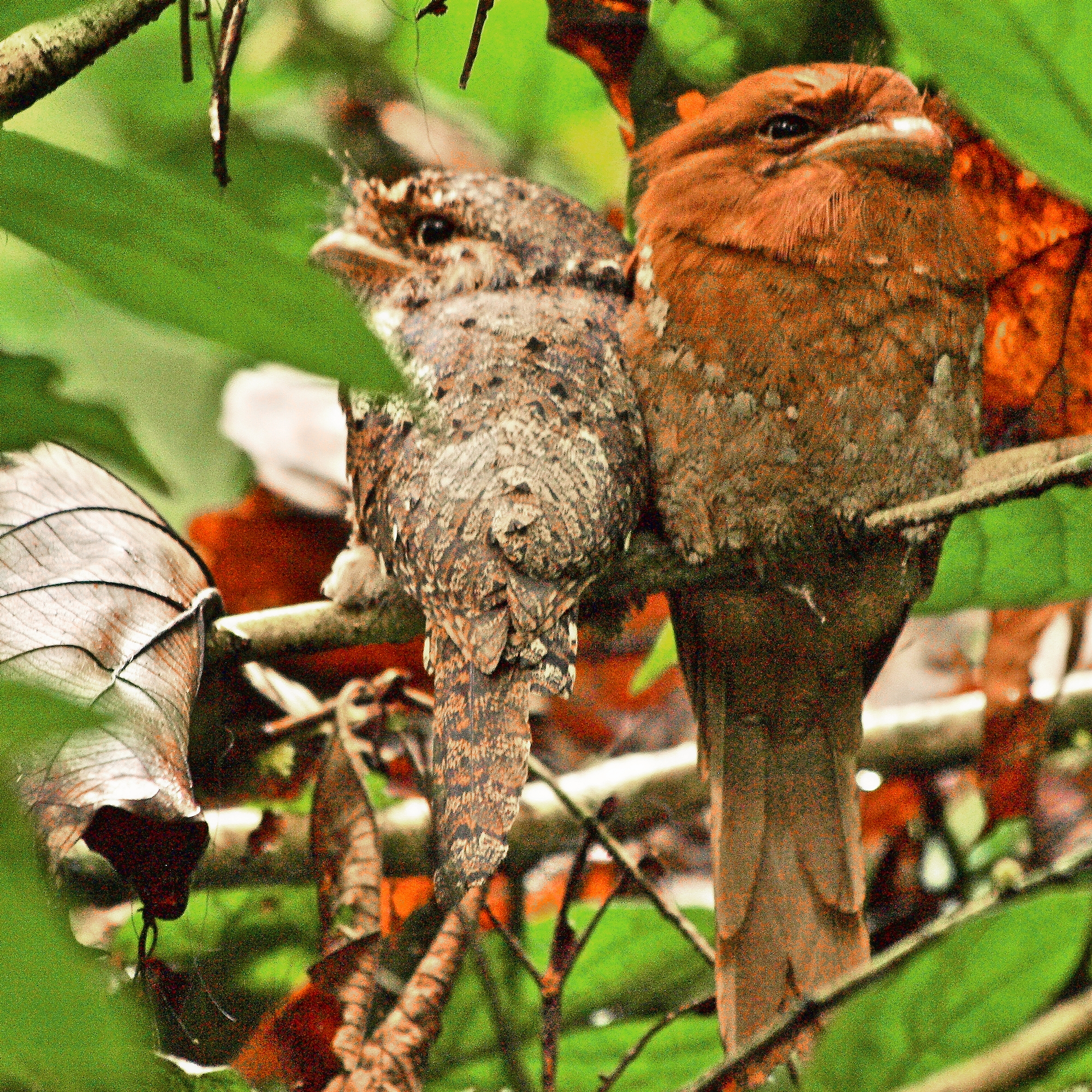
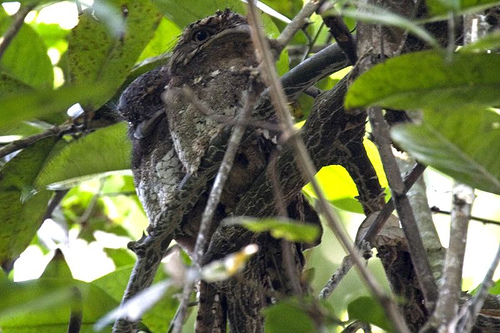
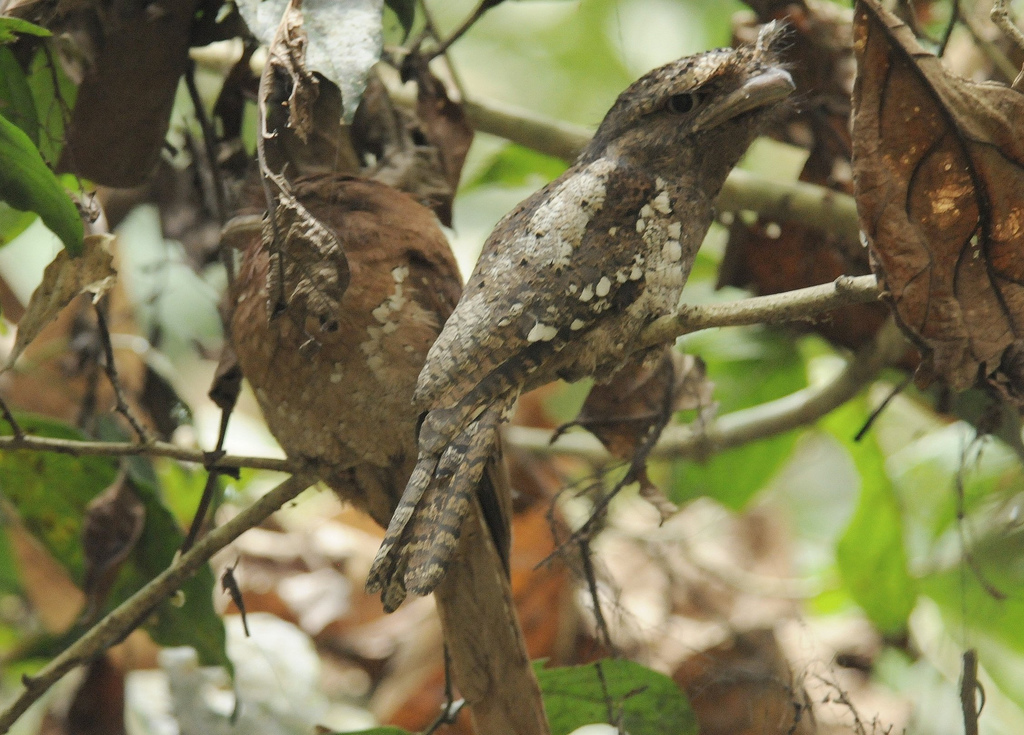